# Eru Edgy
Eru Edgy? är ett humorprogram i tio delar som sändes på lördagar i Sveriges Radio P3 under våren 2008.
Medverkande är Kodjo Akolor, Soran Ismail, David Druid, Tulle och Samanda Ekman.